# Tratado de Tordehumos
El Tratado de Tordehumos fue un tratado firmado el día 20 de abril de 1194 entre Alfonso IX de León y Alfonso VIII de Castilla, por mediación del legado papal Gregorio, cardenal titular de Sant Angelo y sobrino del Papa Celestino III, a fin de poner término a la guerra que los reinos de León y de Castilla mantenían desde el año 1191, en que fue acordada la Liga de Huesca por varios reinos cristianos peninsulares para hacer la guerra al reino de Castilla.

## Antecedentes
Tras la defunción del rey Fernando II de León, acaecida en 1188, y la posterior subida al trono leonés de Alfonso IX de León, Alfonso VIII de Castilla invadió el reino de León y se apoderó de varias fortalezas, que desde ese momento le fueron reclamadas por el soberano leonés a su homólogo castellano. 
En 1191 Sancho I el Poblador, rey de Portugal, propuso al rey aragonés un pacto para hacer frente al reino de Castilla. Alfonso II de Aragón, que aceptó la propuesta, comunicó al soberano portugués que deseaba que el pacto de alianza frente al reino de Castilla se extendiera al Reino de Navarra y al Reino de León. El pacto entre los cuatro reinos fue llamado la Liga de Huesca, y fue firmado el 12 de mayo de 1191, en la ciudad de Huesca. Tras el acuerdo sellado en la ciudad de Huesca, los reyes de Aragón y Navarra invadieron el reino de Castilla, atacando el territorio soriano.
En 1194 el cardenal Gregorio, legado del Papa Celestino III, se dispuso a mediar en el conflicto que dividía a los reinos de León y de Castilla, consiguiendo que los soberanos de ambos reinos se aviniesen a firmar un tratado de paz, que fue rubricado en el municipio vallisoletano de Tordehumos el día 20 de abril de 1194.

## Tratado de Tordehumos
En el tratado de Tordehumos se acordó que el rey de Castilla devolvería al monarca leonés las fortalezas que había ocupado durante la guerra entre ambos reinos, y que eran los castillos de Alba, Luna y Portilla. El resto de los castillos que habían sido ocupados por las tropas castellanas serían restituidos al reino de León tras la defunción de Alfonso VIII de Castilla, siendo dichos castillos los de Valderas, Bolaños de Campos, Villafrechós, Villarmenteros, Siero de Riaño y Siero de Asturias. Así mismo el legado ordenaba una pesquisa a Santervás de Campos para averiguar si anteriormente había dependido del castillo de Melgar, si hubiera dependido del castillo de Melgar, Santervás continuaría en poder el rey de Castilla, en caso contrario sería entregado al rey de León.
El legado papal confirmó que los castillos que habían constituido la dote matrimonial de la reina Teresa de Portugal serían considerados propiedad del reino de León, a pesar de la separación de ambos cónyuges. Además, se dispuso que en caso de conflicto se recurriría al arbitraje de la Santa Sede.
Se acordó también que en caso de que Alfonso IX de León falleciese sin dejar descendencia legítima el rey de Castilla heredaría su reino. El Maestre de la Orden del Temple, por parte del reino de León, y el Maestre de la Orden de Calatrava por la de Castilla, se comprometieron a cuidar los castillos que fueron entregados por ambos reinos como garantía de la paz, disponiéndose además que los dos Maestres obligarían a los dos soberanos a mantener la paz entre ambos reinos.